# Брестский электротехнический завод
ОАО "Брестский электротехнический завод" (до 2010 года ПРУП «Брестский электротехнический завод» Белорусской железной дороги) — одно из ключевых предприятий производящих продукцию железнодорожной автоматики Республики Беларусь.
Предприятие спроектировано и построено в 1976 году в рамках комплексной системы автоматизации железнодорожного транспорта СССР и до 1991 года входило в состав научно-производственного объединения «Союзжелдоравтоматизация» МПС СССР.
С 2000 года входит в состав Белорусской железной дороги. Общая численность работающих 576 человек.
В 2010 году реорганизация формы собственности: Открытое Акционерное Общество.
Специализируется на выпуске изделий, предназначенных для обеспечения работы средств автоматики, телемеханики и связи на железнодорожном транспорте, аппаратуры управления локомотивами и запасных частей.
Микропроцессорные и релейные системы электропитания устройств железнодорожной автоматики и телемеханики предназначены для надежного и безопасного питания устройств сигнализации, централизации и блокировки (СЦБ) железных дорог и обеспечат работу в продолжительном режиме. Модульная конструкция позволяет изменять конфигурацию для конкретных станций.
Микропроцессорные и релейные системы организации движения поездов на станциях предназначены для автоматизации процессов управления и контроля движения поездов и маневровой работы на станциях и представляют собой набор конструктивно законченных и функционально объединённых технических средств, агрегатированных в единый комплекс, обеспечивающий установку, замыкание и размыкание маршрутов на станции. Также системы обеспечивают соблюдение требований безопасности движения поездов путем проверки микропроцессорными устройствами требуемых взаимозависимостей в соответствии с принципами, принятыми в существующих устройствах ЭЦ и позволяют осуществлять постоянный мониторинг состояния как своих собственных модулей и объектов, так и контролируемых и управляемых им напольных объектов и блоков сопряжения.
Микропроцессорные и релейные системы интервального регулирования движения поездов на перегонах представляют собой электронные устройства,  предназначенные  для управления  движением  поездов на межстанционных  перегонах  и обеспечивают соблюдение требований по регулированию и обеспечению безопасности движения на перегонах с обращением грузовых, пассажирских и высокоскоростных поездов путем проверки микропроцессорными устройствами требуемых взаимозависимостей.
Системы интервального регулирования движения поездов на участках представляют собой программно-технические комплексы на базе типовых и специализированных устройств, а также специализированного программного обеспечения, позволяющих строить высоконадежные распределенные системы различного назначения, обеспечивающие реализацию функций управления и контроля рассредоточенными объектами.
Системы диспетчерского контроля диагностики и мониторинга предназначены  для измерения электрических параметров устройств ЖАТ с целью перехода от обслуживания по регламенту к обслуживанию по состоянию, а также для своевременного обнаружения неисправностей в цепях устройств СЦБ.
Релейные и микропроцессорные переездные системы предназначены для регулирования движения железнодорожного и автомобильного транспорта в одной плоскости.
Все вышеперечисленные решения могут быть использованы как в существующих постах ЭЦ так и в транспортабельных модулях.
Конфигурация каждой модульной станции зависит от конкретного проекта и  включает в себя систему жизнеобеспечения и пожаротушения.
Кроме оборудования СЦБ в транспортабельных модулях может быть оборудована комната диспетчера, помещения под связевое оборудование, модуль для установки дизель генератора и другие решения различной сложности.